# Cultura romana

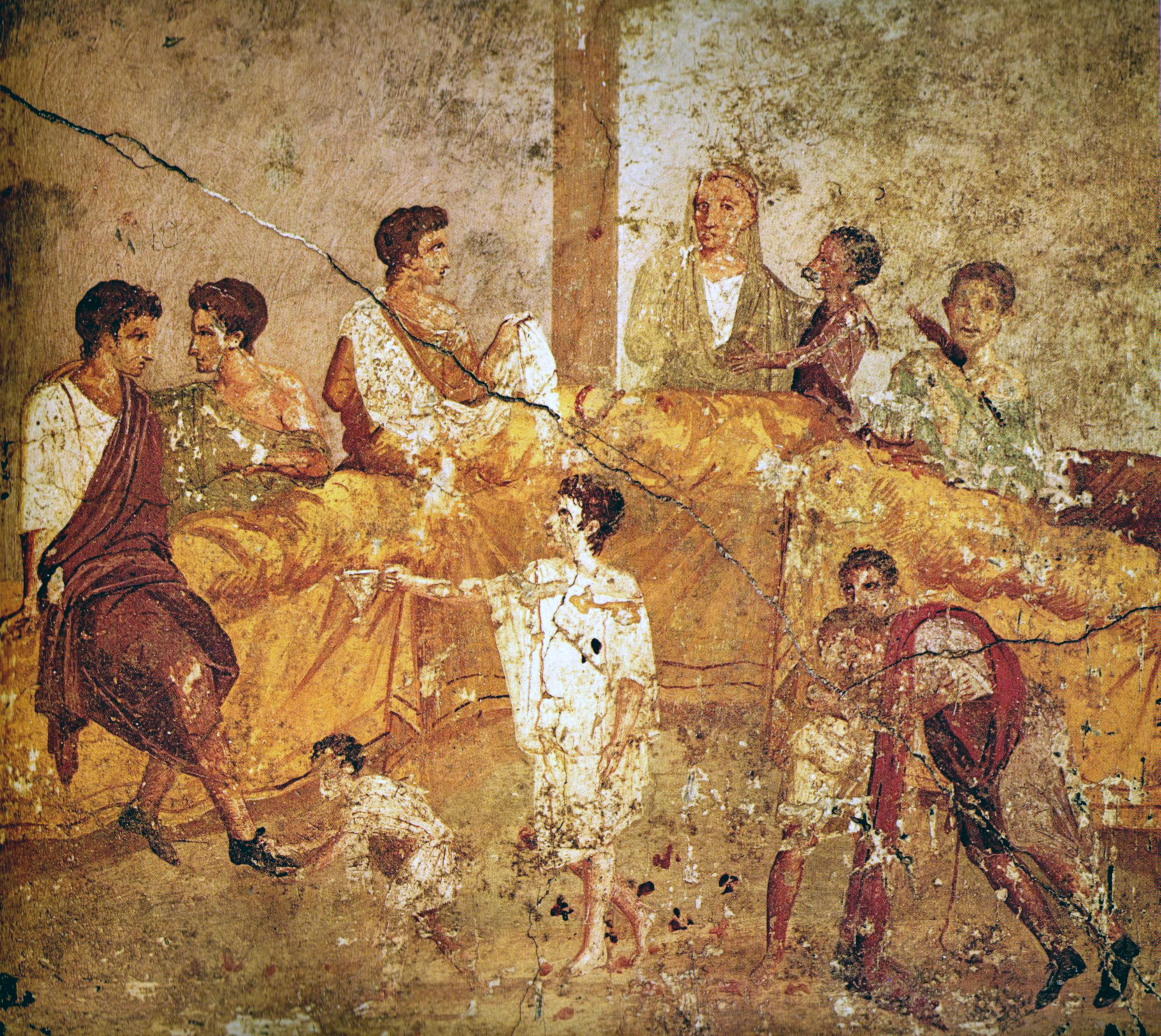
Pittura murale (I secolo d.C.) da Pompei raffigurante un banchetto multigenerazionale

Il termine cultura romana si riferisce alla cultura della Repubblica romana e in seguito dell'Impero romano, che, al suo apice, copriva un'area estesa dalla Scozia al Marocco fino all'Eufrate. Tale cultura restò in vita per tutta la storia della Roma antica, coprendo un arco di storia di circa 1200 anni.
La vita dei Romani ruotava intorno alla città di Roma, con i suoi monumenti come l'Anfiteatro Flavio (ora chiamato Colosseo), il Foro di Traiano, e il Pantheon. La città aveva anche diversi teatri, palestre, e molte taverne, terme, e bordelli. In tutto il territorio sotto il controllo di Roma, l'architettura residenziale variava da case molto modeste a ville di campagna. Le residenze più ambite a Roma erano collocate sul Palatino, da cui deriva la parola "Palazzo". La stragrande maggioranza della popolazione viveva nel centro della città, nelle insulæ (i moderni condomini).
La città di Roma è stata la più grande megalopoli di quel tempo, con una popolazione che potrebbe aver superato un milione di persone, con una stima massima di 3,5 milioni e una stima minima di 450.000. Stime storiche indicano che circa il 30 per cento della popolazione sotto la giurisdizione della città viveva in innumerevoli centri urbani, con una popolazione di almeno 10.000 persone e diversi insediamenti militari, un tasso molto elevato di urbanizzazione per un periodo preindustriale. La parte più urbanizzata dell'impero era l'Italia, che ha avuto un tasso stimato di urbanizzazione del 32%, lo stesso tasso di urbanizzazione dell'Inghilterra nel 1800. La maggior parte dei paesi e delle città romane aveva un foro, dei templi e gli stessi tipi di edifici, in scala minore, di quelli che si trovavano a Roma. 
La vasta popolazione urbana necessitava di una scorta infinita di cibo, la quale richiedeva una complessa attività logistica, tra cui l'acquisizione, il trasporto, lo stoccaggio e la distribuzione di cibo per Roma e gli altri centri urbani. Le fattorie italiane coltivavano principalmente verdure e frutti, ma pesce e carne erano i piatti pregiati. Venivano costruiti degli acquedotti per portare l'acqua dalle fonti ai centri urbani. Il vino e l'olio di oliva venivano importati dalla Spagna, dalla Gallia e dall'Africa. Ci fu una grande commercio tra le province dell'impero romano, dal momento che le tecnologie per il trasporto era molto efficienti. I costi medi del trasporto e le tecnologie possono essere paragonate a quelle del XVIII secolo.
L'ottanta per cento della popolazione sotto la giurisdizione di Roma viveva nelle campagne in insediamenti con meno di 10.000 abitanti. I proprietari terrieri in genere abitavano in città e le loro proprietà erano lasciate alle cure di un uomo di fiducia che assumeva l'incarico di amministrare i lavori. La situazione degli schiavi nelle zone rurali era generalmente peggiore rispetto a quella dei loro colleghi che lavorano nelle aree urbane. Tale ambiente rurale ha continuato a indurre la migrazione della popolazione verso i centri urbani fino agli inizi del II secolo a.C., quando la popolazione urbana smise di crescere e iniziò a diminuire.
A partire dalla metà del II secolo a.C., la cultura greca era sempre più in ascesa, nonostante le invettive dei moralisti conservatori contro gli "addolcimenti" della cultura ellenistica. Al tempo di Augusto, colti schiavi greci istruivano i giovani romani (a volte anche le ragazze). Anche cuochi, decoratori, segretari, medici, parrucchieri provenivano per la maggior parte dalle zone di influenza greca. Sculture greche ornavano giardini in stile ellenico sul Palatino o nelle ville, o erano imitazioni di sculture greche realizzate da schiavi greci. Ma anche nella letteratura, nella produzione teatrale e quella musicale l'influenza greca fu fondamentale per la formazione della cultura romana, senza privarla mai di una propria originalità. La cultura romana per la sua ampia influenza sia in ambito geografico sia per la sua lunga storia ha lasciato, dopo la caduta dell'Impero romano, un'ampia eredità culturale che sopravvive in parte anche oggi.

## Struttura sociale
Il centro della struttura sociale, fin dagli albori della società romana precoce, è stata la famiglia, che non era caratterizzata solo dai legami di sangue, ma anche dal rapporto costruito giuridicamente la patria potestas. Il pater familias era il capo assoluto della famiglia, era il padrone della moglie (se era stata data a lui sub manu, altrimenti il padre della moglie conservava la patria potestas), dei figli, delle mogli dei suoi figli (di nuovo se sposati sub manu metodo che divenne più raro verso la fine della Repubblica), dei nipoti, degli schiavi e dei liberti (schiavi liberati, la prima generazione ancora legalmente inferiore al nato libero).
Gli schiavi facevano parte dell'ordine sociale. Essi erano per lo più prigionieri di guerra. C'era il mercato degli schiavi dove potevano essere comprati e venduti. Molti schiavi furono liberati per i servizi di ottima qualità resi come maestri; alcuni schiavi potevano risparmiare i soldi per comprare la loro libertà. In generale la mutilazione e l'omicidio di schiavi era vietato dalla legislazione, anche se la crudeltà scandalosa continuava.
Oltre alla famiglia (la gens) e gli schiavi (legalmente degli oggetti, mancipia, cioè "tenuto in mano dal padrone") c'erano i plebei che non esistevano dal punto di vista giuridico. Non avevano la capacità giuridica e non erano in grado di fare i contratti, anche se non erano schiavi. Per far fronte a questo problema, fu creata la cosiddetta Clientela. Con questa istituzione, un plebeo entrava a far parte della famiglia di un patrizio (in senso giuridico), e poteva chiudere i contratti con la mediazione del suo patrizio pater familias. Tutto quello che il plebeo possedeva entrava a far parte del patrimonio della gens di cui era cliente. A lui non era permesso di creare una propria gens.
L'autorità del pater familias era illimitata, sia nel campo dei diritti civili, nonché nel diritto penale. Dovere del re era comandare gli eserciti, occuparsi della politica estera e anche risolvere le controversie tra le gentes. I patrizi erano divisi in tre tribù (Ramnes, Tities, Luceres). Durante il periodo della Repubblica romana (fondata nel 509 a.C.) i cittadini romani erano autorizzati a votare. Alle votazioni erano ammessi sia i patrizi che i plebei. Le donne, gli schiavi e i bambini non potevano votare.
C'erano due assemblee, l'assemblea delle centurie (comizi centuriati) e l'assemblea delle tribù (comizi tributi), formate da tutti i cittadini di Roma. Nei "comizi centuriati" i romani erano suddivisi in base all'età, la ricchezza e la residenza. I cittadini di ogni tribù erano divisi in cinque classi in base alle proprietà e quindi ogni gruppo era suddiviso in due centurie di età. In tutto, c'erano 373 centurie. Ogni centuria aveva un voto. I comizi centuriati eleggevano il pretore (magistrato giudiziario), il censore, e i consoli.
I comizi tributi erano composti da 35 tribù provenienti da Roma e dall'Italia. Ogni tribù aveva un solo voto. I comizi tributi eleggevano i Questori (magistrati finanziari) e gli edili. Nel corso del tempo, il diritto romano conobbe una notevole evoluzione, così come nel campo sociale, un'emancipazione (in misura crescente) dei membri della famiglia. La giustizia aumento notevolmente.
La vita nelle antiche città romane ruotava intorno al Forum dove la maggior parte dei Romani andava per svolgere le proprie attività commerciali e per partecipare a feste e a cerimonie. Il Forum era anche un luogo in cui gli oratori esprimevano le proprie considerazioni alla cittadinanza e per suscitarne il supporto per tutte le questioni di particolare interesse per loro o per altri. I bambini andavano a scuola prima dell'alba o dei maestri privati si recavano alle loro case. Gli adulti facevano colazione alle 11:00, un pisolino nel pomeriggio e la sera in genere andavano al Forum. Andare in un bagno pubblico almeno una volta al giorno era un'abitudine della maggior parte dei cittadini romani. C'erano bagni separati per uomini e donne. La differenza principale è che i bagni delle donne erano più piccoli di quelli degli uomini, e non ha avuto un "frigidarium" (sala fredda) o un "palaestra" (spiazzi).
Diversi i tipi di intrattenimento all'aperto e al coperto gratuiti erano disponibili a Roma. A seconda della natura degli eventi essi venivano svolti durante il giorno, la pomeriggi, la serate, fino a tarda notte. Folle si accalcavano presso il Colosseo per vedere eventi come combattimenti tra uomini, o combattimenti tra uomini e animali selvatici. Il Circo Massimo era utilizzato per le corse con il carro.
La vita di campagna era vivace, con numerose feste locali ed eventi sociali. I proprietari immobiliari a volte compravano rifugi in campagna per riposare, godersi lo splendore della natura e la luce del sole, fare delle attività come la pesca, la caccia, e l'equitazione. D'altra parte, il lavoro degli schiavi era continuo, per lunghe ore in tutti e sette i giorni, per garantire il comfort dei loro padroni. La giornata si concludeva con la cena, generalmente si consumavano i pasti rimasti al mezzogiorno.

### Abiti

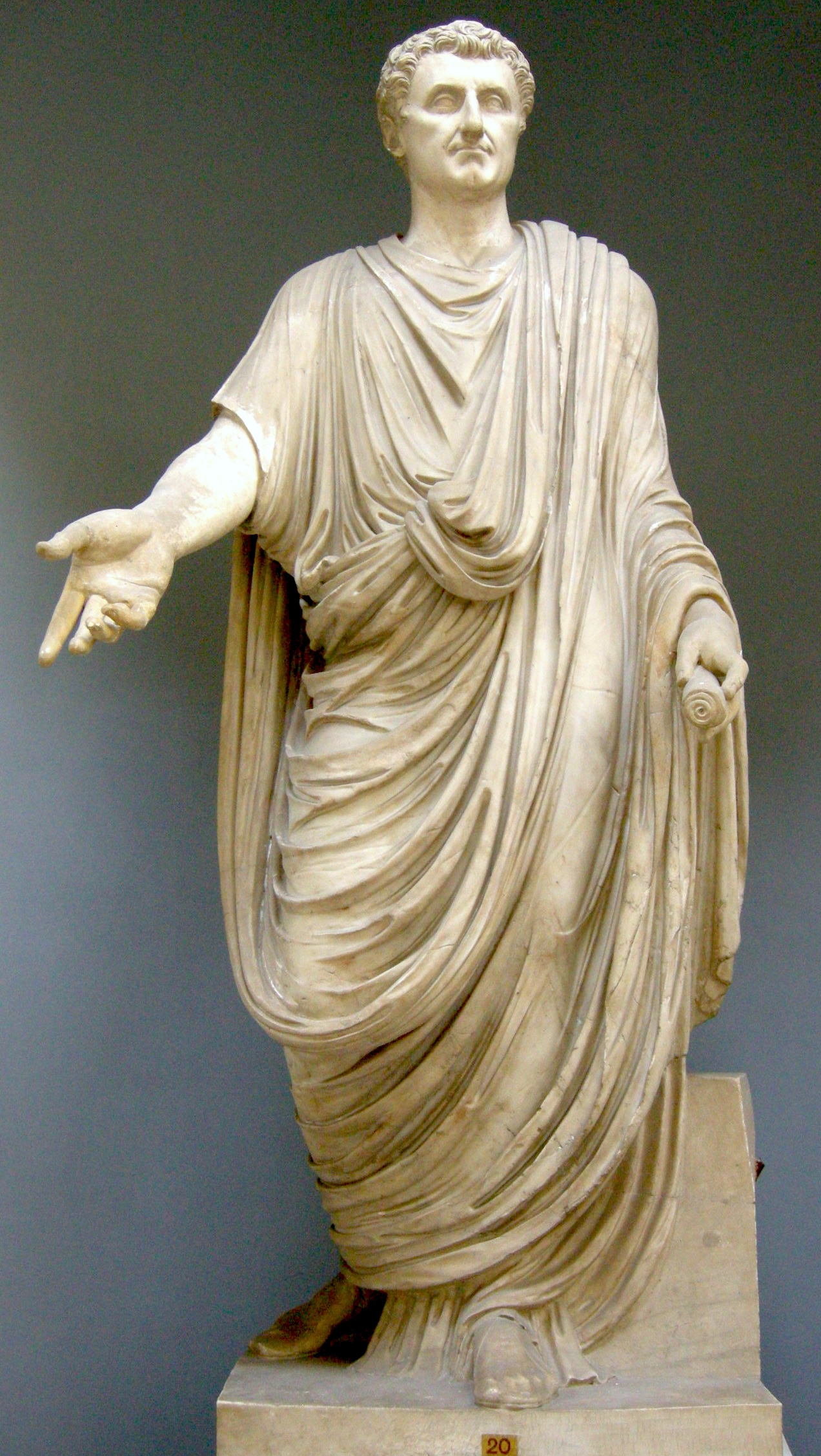
Statua con toga, restaurata con la testa dell'imperatore Marco Cocceio Nerva

Nell'antica Roma, la stoffa e il vestito distingueva le classi delle persone. La tunica indossata dai plebei (la gente comune), come pastori e schiavi era fatta da materiali grossolani e scuri, mentre la tunica indossata dai patrizi di lino o di lana bianca. I magistrati indossavano la tunica angusticlavi; i senatori indossavano tuniche con una striscia viola (Clavi), chiamata tunica laticlavi. Le tuniche militari erano più corte di quelli indossate dai civili.
I ragazzi, fino alla festa dei Liberalia, indossavano la toga praetexta, che era una toga con un bordo cremisi o viola, indossata anche da magistrati in carica. La toga virile, (o toga pura) o toga da uomo era indossato da uomini di età superiore ai 16 anni a significare la loro cittadinanza a Roma. La toga picta era indossata dai generali trionfanti e aveva ricami rappresentanti la loro abilità sul campo di battaglia. La toga pulla si indossava quando si era in lutto.
Anche le calzature indicavano lo status sociale di una persona. I patrizi indossavano sandali rossi e arancioni, i senatori avevano calzature marroni, i consoli aveva scarpe bianche, ed i soldati indossavano stivali pesanti. Le donne indossavano scarpe chiuse di colore bianco, giallo o verde.
La bulla era un medaglione indossato dai bambini come amuleto. Quando era in procinto di sposarsi, la donna donava la sua bulla ai Penati, insieme con i suoi giocattoli, per significare la maturità e la femminilità. Gli uomini di solito indossavano la toga e le donne indossavano la stola. Stola era un abito indossato sopra la tunica, e di solito dai colori vivaci. Una fibula (spilla) era utilizzata per tenere la stola in posizione e fungeva anche da ornamento. Una palla (scialle) era spesso indossato con la stola.

### Cibo

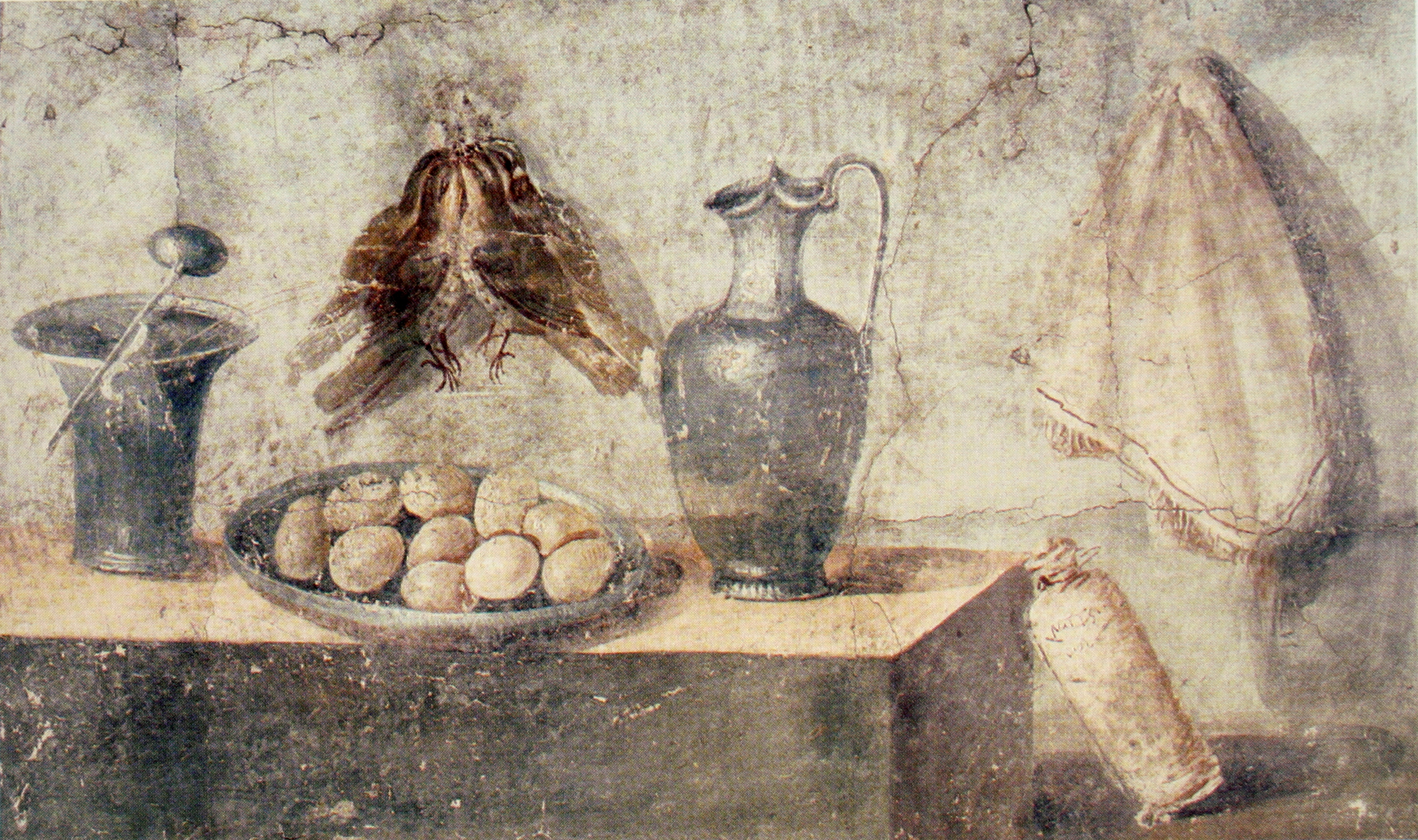
Uova, tordi, tovaglioli, e vasi (pittura murale dalla Casa di Julia Felix, Pompei)

Dall'inizio della Repubblica fino al 200 a.C., gli antichi romani avevano abitudini alimentari molto semplici. Il pranzo si svolgeva intorno alle 11 in punto, e consisteva in pane, insalata, olive, formaggio, frutta e carne fredda avanzata dalla cena della sera prima. La colazione era chiamata ientaculum, il pranzo era chiamato prandium e la cena era chiamata cena. Gli antipasti erano chiamati gustatio e i dessert erano chiamati secunda mensa. Di solito seguiva il pranzo un pisolino.
La famiglia mangiava insieme, seduta su sgabelli intorno ad un tavolo. Più tardi, venne progettata una sala da pranzo (triclinium) con divani da pranzo, chiamati triclini. Il cibo, preparato in anticipo e portato ai commensali, era preso dai vassoi con le dita. Il cucchiaio era utilizzato solo per le minestre.
Il vino era consumato in tutti i pasti e le occasioni da tutte le classi sociali ed era abbastanza economico, tuttavia, era sempre mescolato con acqua.
Il vino era mescolato ad acqua anche in occasione di eventi serali dedicati al bere (comissatio) in cui una parte importante della festa era la scelta di un arbiter bibendi (Giudice del bere), che aveva, tra le altre cose, la responsabilità di decidere il rapporto tra il vino e l'acqua. I rapporti tra vino e acqua comunemente usati era di 1:2, 1:3, o 1:4. Esistevano pure vari tipi di bevande che utilizzavano uva e miele. Il Mulsum era un vino misto a miele, il mosto era il succo d'uva, la mulsa era acqua mista a miele. Il consumo di vino al giorno nella città di Roma per persona è stimato in 0,8-1,1 litri per gli uomini, e circa 0,5 litri per le donne. Anche il notoriamente rigoroso Catone il Vecchio consiglia la distribuzione di una razione giornaliera di vino di bassa qualità di oltre 0,5 litri tra gli schiavi costretti a lavorare nelle aziende agricole.
Bere vino non annacquato a stomaco vuoto era considerato maleducato e segno di alcolismo, i cui debilitanti effetti fisici e psicologici erano già conosciuti nell'antica Roma. L'accusa di essere un alcolizzato era il modo preferito e dannoso per screditare avversari politici. Fecero ciò alcuni dei più grandi oratori di Roma come Marco Tullio Cicerone e Giulio Cesare. Tra gli alcolisti più importanti ci sono Marco Antonio, proprio il figlio di Cicerone, Marcus (Cicerone Minor), e l'imperatore Tiberio Claudio Nerone i cui soldati gli avevano dato il poco lusinghiero soprannome di Biberius Caldius Mero (letteralmente "ubriacone di vino puro"). Anche Catone il Giovane era conosciuto come un forte bevitore.
Durante il periodo imperiale, l'alimento base della plebe era la polenta vegetale e il pane, e occasionalmente, pesce, carne, oliva e frutta. A volte, erano distribuiti in città alimenti gratuiti. L'aristocrazia patrizia aveva cene elaborate, con un'ampia varietà di vini e di cibi. A volte, ballerine intrattenevano i commensali. Le donne e i bambini mangiavano separatamente, ma nel periodo tardo imperiale, anche le donne altolocate partecipavano a tali cene.

### Educazione
La scuola in un certo senso più formale iniziò intorno al 200 a.C.. L'istruzione aveva inizio all'età di circa sei anni. Fino a dodici anni i ragazzi e le ragazze dovevano imparare le basi della lettura, della scrittura e delle operazioni aritmetiche. All'età di dodici anni si iniziava l'apprendimento del latino, del greco, della grammatica, della letteratura e lezioni di oratoria. Lo studio dell'arte oratoria era fondamentale per un abile oratore, obiettivo a cui tendevano quasi tutti gli studenti. I bambini poveri non potevano permettersi l'istruzione. In alcuni casi, gli schiavi dotti erano impegnati nel impartire lezioni ai ragazzi.

## Lingua

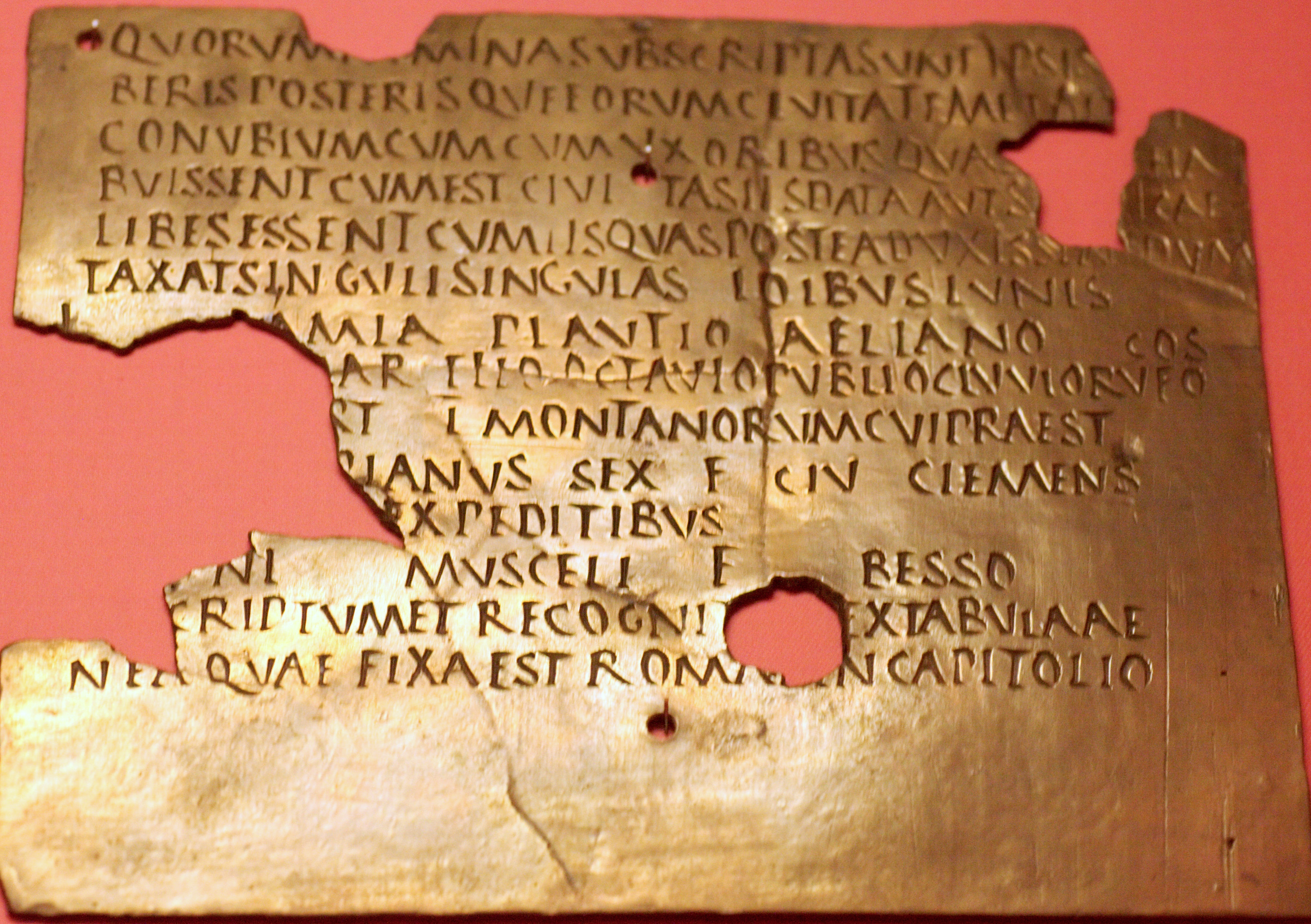
Frammenti di un diploma militare da Carnuntum, il latino era la lingua dei militari in tutto l'Impero

La lingua madre dei Romani era il latino. Esistevano varie forme di latino, e il linguaggio si è evoluto notevolmente negli anni, fino a diventare le lingue romanze parlate oggi.
Inizialmente ci fu una tendenza al linguaggio sintetico. Le forme più antiche di Latino si basavano su parole d'ordine. Come le altre lingue indo-europee, il latino a poco a poco è diventato molto più analitico e ha acquisito l'ordine delle parole convenzionale. L'alfabeto latino si basa sul vecchio alfabeto italico che a sua volta deriva dal greco. L'alfabeto latino si è poi affermato a partire dagli inizi dell'era medievale per scrivere non solo le lingue derivate dal latino, ma la quasi totalità delle lingue allora presenti in Europa, grazie al processo di evangelizzazione delle popolazioni pagane (con l'eccezione delle lingue slave utilizzanti l'alfabeto cirillico e il greco), centralizzandole verso questo unico sistema di scrittura; successivamente, nel corso del periodo Imperialista e la penetrazione culturale europea in Africa e Asia, e la conseguente globalizzazione, l'alfabeto latino è stato adottato da svariate lingue africane e del Sud-Est asiatico.
La letteratura latina è costituita quasi interamente dal latino classico, un'artificiale e altamente stilizzata lingua letteraria che si formò dal I secolo a.C. La lingua parlata realmente nell'Impero romano era il latino volgare, con evidenti differenze dal latino classico nella grammatica, nel vocabolario e nella pronuncia. Inoltre, anche se il latino rimase la lingua principale per scrivere nell'Impero romano, veniva usata dalle persone ben istruite anche la lingua greca, d'altronde la maggior parte della letteratura studiata dai Romani era scritta in greco. Nella metà orientale dell'Impero romano, dove poi nascerà l'Impero bizantino, il greco era la lingua principale come lo era stato fin dai tempi di Alessandro Magno, mentre il latino era in gran parte utilizzato dai funzionari romani e dai soldati. Alla fine il greco soppiantò il latino come lingua ufficiale, sia scritta che parlata, dell'Impero romano d'Oriente, mentre i vari dialetti del latino volgare utilizzato nell'Impero romano d'Occidente si evolsero nelle moderne lingue romanze ancora oggi utilizzate.
L'espansione dell'impero romano si diffuse in tutta l'Europa e il latino nel corso del tempo si è evoluto nei dialetti (in latino volgare) locali, diversificandosi con il passare del tempo in lingue diverse e creando varie lingue romanze intorno IX secolo. In questo periodo fiorirono diverse lingue, tra cui il francese, l'italiano, il portoghese, il rumeno e lo spagnolo, con sensibili differenze che diventarono sempre di più nel corso del tempo.
Anche se il latino è una lingua morta, è ancora usato. In particolare, il latino è sopravvissuto attraverso il latino ecclesiastico, la lingua tradizionale della Chiesa cattolica e una delle lingue ufficiali della Città del Vaticano. Una sensibilità più classica riemerse nel Rinascimento con il Latino Umanista. Per la prevalenza del cristianesimo e la duratura influenza della civiltà romana, il latino divenne un linguaggio per dialogare oltre i confini internazionali, come per esempio nell'uso accademico e diplomatico. Una profonda conoscenza del latino classico era una parte standard del curriculum formativo in molti paesi occidentali fino a buona parte del XX secolo, e ancora al giorno d'oggi è insegnato in molte scuole. Anche se è stato poi soppiantato in questo senso dal francese nel XIX secolo e dall'inglese nel XX secolo, il latino continua ad avere un uso importante nel campo religioso e giuridico e nella terminologia scientifica e universitaria in generale.

## Arti

### Letteratura

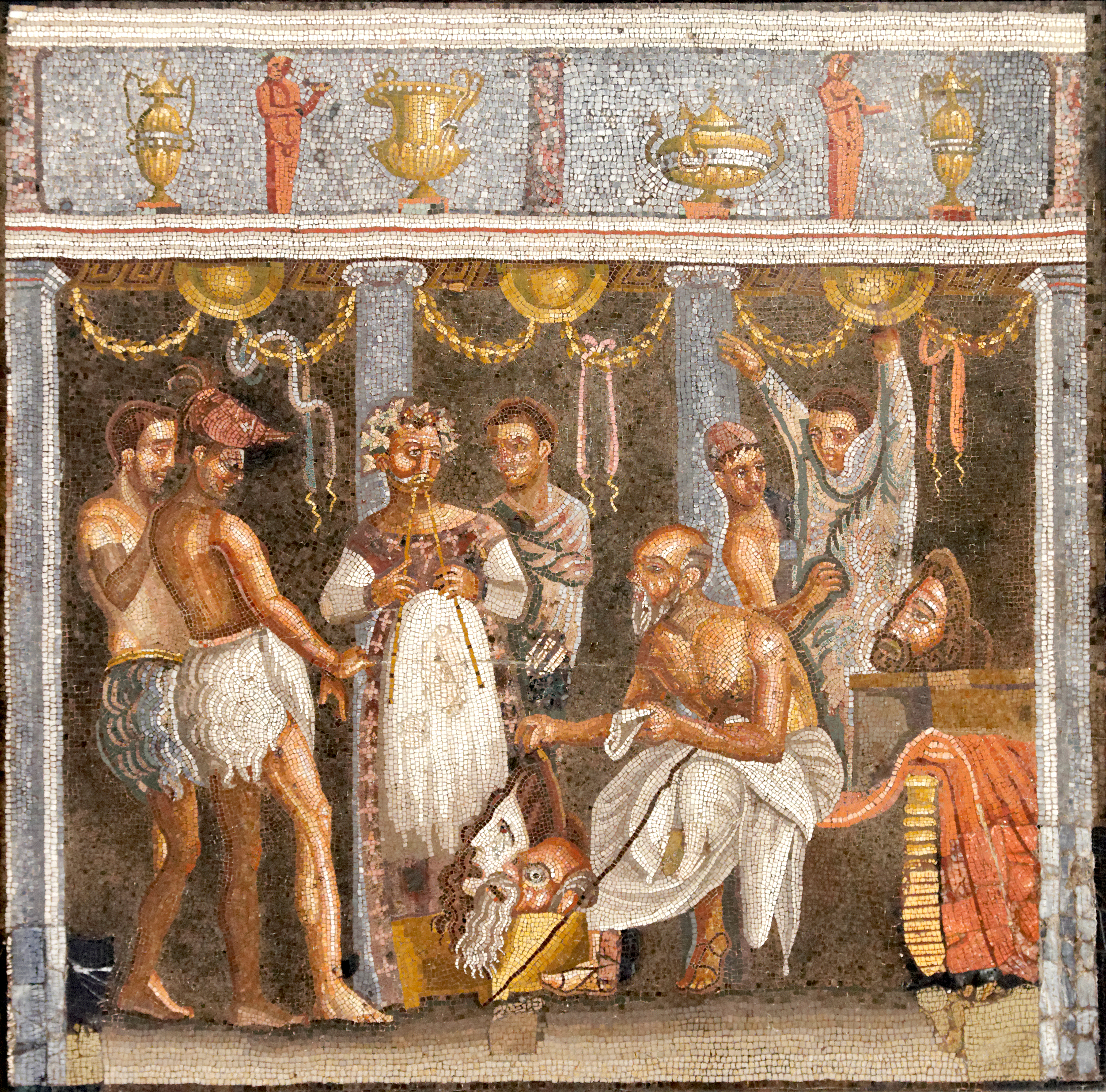
Mosaico raffigurante una compagnia teatrale mentre si prepara per uno spettacolo

La letteratura romana è stata fin dal suo inizio influenzata pesantemente dagli autori greci. Alcune delle prime opere in nostro possesso sono di epopee storiche che raccontano la storia antica di Roma. Come la Repubblica si espanse, gli autori incominciarono a produrre poesie, commedie, storie e tragedie.
Durante il regno dei primi imperatori ci fu un periodo d'oro della letteratura storica. Opere come le Historiae di Publio Cornelio Tacito, i Commentarii de bello Gallico di Gaio Giulio Cesare e Ab urbe condita di Tito Livio sono state tramandate fino a noi. Purtroppo, nel caso di Tito Livio, gran parte degli scritti sono andati persi.
Virgilio rappresenta l'apice della poesia epica romana. La sua Eneide fu realizzata su richiesta di Mecenate e racconta la storia della fuga di Enea da Troia e il suo insediamento della città che sarebbe diventata Roma. Lucrezio, nel suo Sulla natura delle cose, ha tentato di spiegare la scienza in un poema epico. Più tardi Ovidio ha prodotto il suo Metamorfosi, scritto in esametro dattilico, il metro dell'epica, in cui tentava di scrivere una raccolta mitologica completa dalla creazione della terra fino al suo tempo. Egli unifica i suoi soggetti attraverso il tema della metamorfosi. È stato osservato in epoca classica che il lavoro di Ovidio mancava della gravitas posseduta dalla tradizionale poesia epica.
Gaio Valerio Catullo e i poeti neoterici producevano poesia seguendo il modello alessandrino. Catullo è stato anche il primo poeta romano a scrivere poesia d'amore, apparentemente autobiografiche, in cui descriveva una relazione con una donna di nome Lesbia. Sotto il regno dell'imperatore Augusto, Orazio ha continuato la tradizione delle poesie brevi, con le sue Odi e Epodi. Marziale, che scrisse sotto l'imperatore Domiziano, fu un famoso autore di epigrammi, poesie che erano spesso censurate poiché criticavano personaggi pubblici.
Il genere della satira è tradizionalmente considerato come un'innovazione romana, e satire furono scritti, tra gli altri, da Giovenale e Persio. Durante la Repubblica erano molto popolari anche le commedie, specialmente quelle di Publio Terenzio Afro, uno schiavo liberato catturato dai romani durante la Prima guerra punica.
Gran parte dell'opere letterarie prodotte durante la Repubblica erano di genere politico o satirico. Nella retorica assunse una notevole importanza, grazie alle sue orazioni, Cicerone. Inoltre, le lettere private di Cicerone sono considerate uno dei migliori corpi di corrispondenza registrati nell'antichità.

### Pittura e scultura

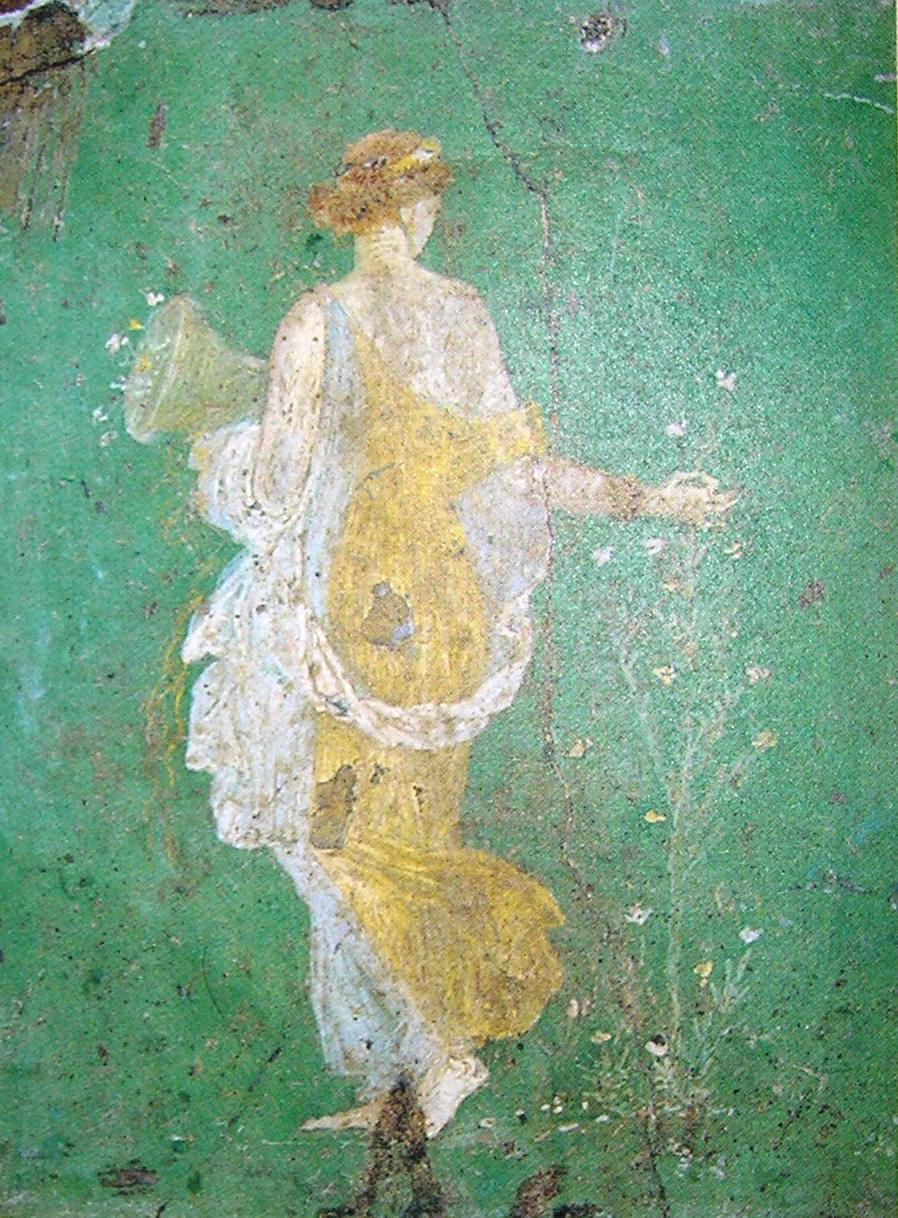
La cosiddetta Primavera di Stabiae, forse la dea Flora

La maggior parte dei primi stili di pittura romana mostra un'influenza della civiltà etrusca, in particolare nella pratica della pittura politica. Nel III secolo a.C., l'arte greca, presa come bottino di guerra, è diventata popolare, e molte case romane furono decorate con paesaggi di artisti greci. Alcuni resti di Pompei mostrano l'influenza di culture diverse nella pittura romana.
Un primo stile romano era l'"Incrostazione", in cui venivano dipinte le pareti interne delle case simili a marmo colorato. Un altro stile consisteva nel pitturare gli interni come paesaggi aperti, con scene molto dettagliate di piante, animali, ed edifici.
La scultura utilizzava proporzioni giovanili e classiche, evolvendosi poi in una miscela di realismo e idealismo. Durante i periodi degli Antonini e dei Severi, i capelli erano più ornati. Furono fatti progressi anche nelle sculture in rilievo, raffiguranti di solito le vittorie romane.

### Musica
La musica era una parte importante della vita quotidiana nell'antica Roma. Molti eventi pubblici e privati erano accompagnati dalla musica (dal pranzo serale alle parate e manovre militari). Bisogna ricordare che gran parte di ciò che rende la musica moderna a noi familiare è il risultato dello sviluppo solo degli ultimi 1000 anni, quindi, le nostre idee di melodia, scale, armonia, e anche gli strumenti che usiamo non erano note ai Romani.

### Architettura

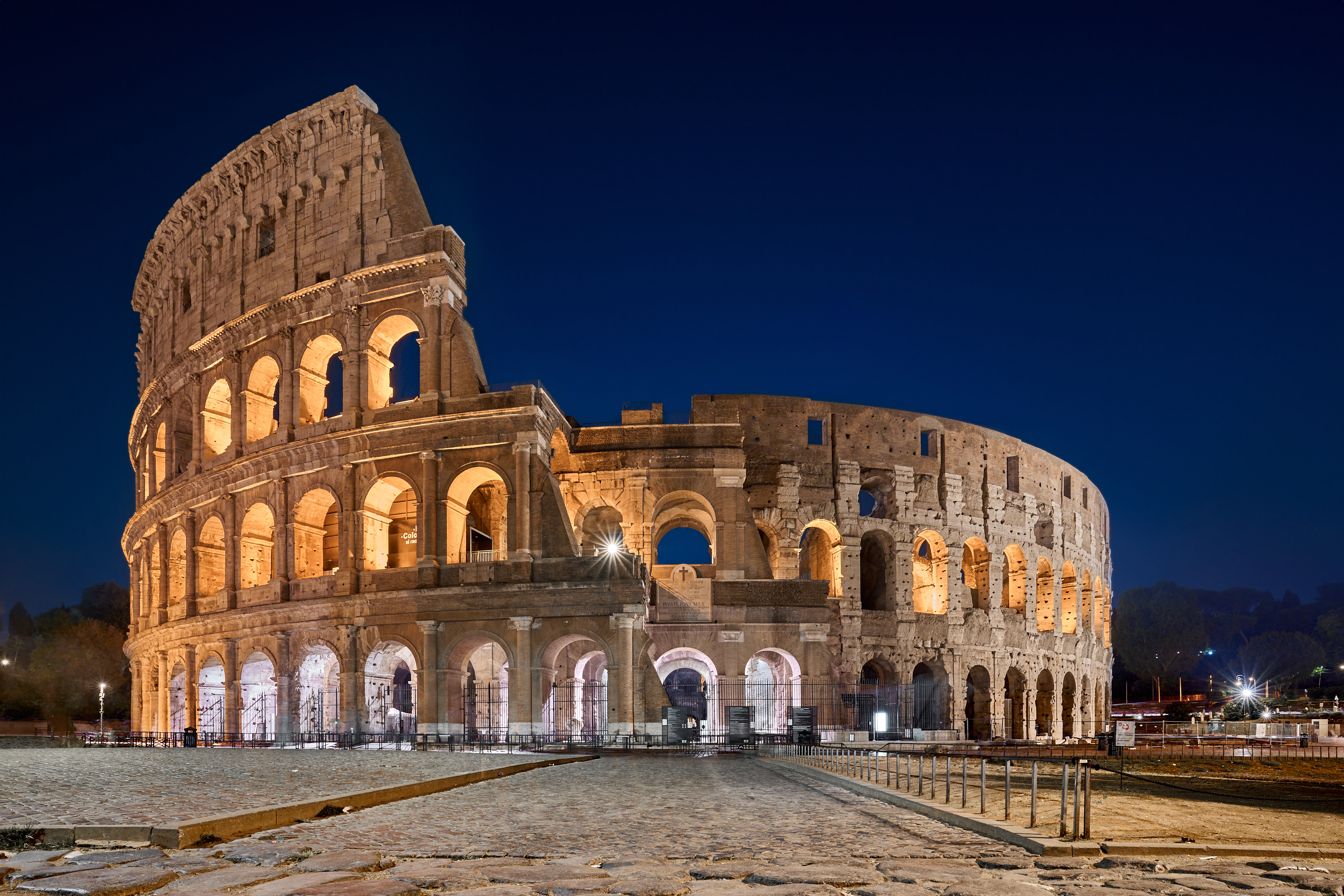
Il Colosseo a Roma

Nelle fasi iniziali, l'architettura romana rifletteva elementi dello stile architettonico degli Etruschi e dei Greci. Lo stile poi fu modificato in sintonia con le esigenze urbane, e l'ingegneria civile e le tecniche di costruzione si svilupparono e si perfezionarono. Il cemento romano è rimasta un enigma, e anche dopo più di duemila anni alcune delle antiche strutture romane sono ancora in piedi, come il Pantheon.
Lo stile architettonico della capitale fu emulato da altri centri urbani sotto il controllo e l'influenza romana, come l'Arena di Verona, Verona, Italia; l'arco di Adriano, Atene, Grecia; il Tempio di Adriano, Efeso, Turchia; il Teatro di Orange, Francia, e in diverse altre località, per esempio, Leptis Magna, che si trova in Libia. Le città romane erano ben pianificate, gestite in modo efficiente e ben mantenute.
Marco Vitruvio Pollione, un architetto romano del I secolo a.C. scrisse il trattato "De architectura", con varie sezioni, in cui si occupava della pianificazione urbana, dei materiali per costruzione, della costruzione dei templi, di edifici pubblici e privati, e dell'idraulica. Tale trattato rimase in uso fino al Rinascimento.

## Sport e intrattenimento
L'antica città di Roma aveva un posto chiamato il Campus, una sorta di piazza d'armi per i soldati romani, che si trovava nei pressi del Tevere. Più tardi, il Campus divenne un parco giochi di Roma, che anche Giulio Cesare e Augusto si diceva avessero frequentato. Imitando Roma nacquero parchi simili anche in altre città romane.
Nel campus, i giovani si riunivano per giocare e per esercitarsi nel salto, nella lotta, nella boxe e nella corsa. Anche l'equitazione e il nuoto erano attività fisiche molto apprezzate. In campagna, tra i passatempi erano inclusi anche la pesca e la caccia. Le donne non potevano partecipare a queste attività. Giocare a palla era una pratica già ampiamente popolare che comprendeva la Pallamano (Expulsim Ludere), l'hockey su prato, il catch ed una sorta di antesignano del moderno calcio. A tal fine si svilupparono diverse tipologie di palloni per forma e materiali.
I Gioco da tavolo erano: gli scacchi (latrunculi), la dama (Calcoli), il tris (Terni lapilli), il Ludus duodecim scriptorum e la Tabula.
C'erano diverse altre attività per mantenere le persone impegnate, come le corse dei carri, spettacoli musicali e teatrali, pubbliche esecuzioni ed il combattimento tra gladiatori. Il Colosseo, l'anfiteatro di Roma, poteva ospitare fino a 50.000 persone. Nel Colosseo si svolgevano anche finte battaglie navali.

## Religione
I Romani si definivano molto religiosi, e attribuivano il loro successo come potenza mondiale alla loro pietà collettiva (pietas) a mantenere buoni rapporti con gli dei. Secondo la mitologia romana, la maggior parte delle istituzioni religiose di Roma può essere attribuita ai suoi fondatori, in particolare Numa Pompilio, il Sabino, secondo re di Roma, che negoziò direttamente con gli dei. Questa religione arcaica era il fondamento del mos maiorum, "la via degli antenati" o semplicemente "tradizione", vista come centrale per l'identità romana.
Il clero era detenuto dai membri della classi d'élite. Non c'era alcun principio analogo alla "separazione tra Chiesa e Stato" nell'antica Roma. Durante la Repubblica romana (509 a.C. - 27 a.C.), gli stessi uomini che erano magistrati potevano essere augure e pontefici. I sacerdoti potevano sposarsi, avere famiglia, e condurre una vita politicamente attiva. Giulio Cesare divenne Pontifex Maximus prima di essere eletto Console. Gli àuguri leggevano la volontà degli dei e supervisionavano la marcatura dei confini come un riflesso di ordine universale, sancendo così l'espansionismo romano come una questione di destino divino. Il trionfo romano era al suo interno una processione religiosa in cui il generale vittorioso mostrava la sua pietà e la sua disponibilità a servire il bene pubblico, dedicando una parte del suo bottino agli dei, in particolare a Giove. Come risultato delle guerre puniche (264-146 a.C.), quando Roma ha lottato per affermarsi come potenza dominante, molti nuovi templi furono costruiti dai magistrati come voto per una divinità in cambio del loro successo militare.
La religione romana era dunque pratica e contrattuale, sulla base del principio di do ut des. La religione dipendeva dalla conoscenza e dalla pratica corretta di preghiere, rituali, e sacrifici, non sulla fede o dogma, anche se la letteratura latina conserva speculazioni sulla natura del divino e la sua relazione con le cose umane. Anche i più scettici tra l'élite intellettuale di Roma, come ad esempio Cicerone, vedeva la religione come fonte di ordine sociale.
Per i Romani, la religione era una parte della vita quotidiana. Ogni casa aveva un santuario domestico in cui pregare e fare libagione alle divinità domestiche della famiglia. C'erano nella città molti santuari, luoghi sacri e boschetti sacri. Il calendario romano era strutturato in base alle cerimonie religiose. Nell'Impero Romano, ben 135 giorni dell'anno erano dedicati alle feste religiose e giochi (ludi) Le donne, gli schiavi, e i bambini partecipavano ad alcune attività religiose. Alcuni rituali pubblici potevano essere condotti solo da donne, e le donne formavano quella che è forse il sacerdozio più famoso di Roma, le Vestali, che custodirono il Fuoco Sacro di Roma per secoli, fino a quando si sciolsero sotto la dominazione cristiana.
I Romani sono noti per il loro gran numero di divinità. La presenza della Magna Grecia fece in modo che si introducessero alcune pratiche religiose che divennero fondamentali come il culto di Apollo. I Romani fusero i loro miti con i miti greci. Anche la religione etrusca influenzò la religione romana, in particolare sulla pratica dell'augurio, dal momento che Roma una volta fu governata da re etruschi.
Importarono anche le religioni misteriche, che furono guardate con sospetto dai Romani per il loro culti misteriosi che prevedevano riunioni segrete ritenute dai Romani riunioni di sovversivi che organizzavano congiure. Tra i meriti della religione mistica c'è da sottolineare l'avvio nel mondo romano del culto dell'aldilà. Tentativi sporadici e talvolta brutali furono fatti per sopprimere religioni che sembravano minacciare la morale tradizionale e l'unità, come ad esempio i tentativi del Senato per limitare i Baccanali nel 186 a.C..
La politica romana in generale era quella di assorbire le divinità e i culti dei popoli vinti, piuttosto che provare a sradicarli, perché si credeva che in questo modo si favorisse la stabilità sociale. Iscrizioni in tutto l'Impero mostrano il culto delle divinità locali e romane, tra cui dediche fatte da Romani a divinità locali. Con l'espansione dell'Impero, numerose divinità internazionali furono venerate anche a Roma e furono portate anche nelle province più remote, tra le quali Cibele, Iside, Epona, e dei del  monismo solare come Mitra e Sol Invictus. Poiché i Romani non era mai stati obbligati a venerare un dio o un unico culto, la tolleranza religiosa non era un problema. Il rigore monoteistico del giudaismo incontro difficoltà per la politica romana che porto a volte a compromessi e alla concessione di esenzioni particolari, ma a volte in conflitti irrisolvibili.
Durante la fine della Repubblica, la religione di Stato si adatto per supportare il nuovo regime imperiale. Augusto, il primo imperatore romano, per giustificare la novità del suo potere assoluto, diede il via a un vasto programma di rinascita religiosa e di riforme. Voti pubblici, già fatti per la sicurezza della repubblica, ora erano diretti al benessere dell'imperatore. Il cosiddetto "culto dell'imperatore" fu ampliato su larga scala. Entrarono nella tradizione romana il culto ancestrale dei morti e del Genius, un essere divino che tutela ogni individuo. Il culto dell'imperatore diventò uno dei modi più importanti di Roma per pubblicizzare la sua presenza nelle province e coltivare una identità culturale comune e la fedeltà in tutto l'Impero. Il rifiuto della religione di Stato equivaleva al tradimento. Questo era il motivo del conflitto tra Roma e il cristianesimo, che i Romani consideravano come una forma di ateismo.
A partire dal II secolo, i Padri della Chiesa cominciarono a condannare le diverse religioni praticate in tutto l'Impero come "pagane". Agli inizi del IV secolo, Costantino I divenne il primo imperatore a convertirsi al cristianesimo, iniziando l'era dell'egemonia Cristiana. L'imperatore Giuliano l'Apostata fece un breve tentativo di far rivivere la tradizionale e la religione ellenistica, ma nel 391 sotto Teodosio I il cristianesimo divenne la religione di Stato, escludendo tutte le altre. Alcune proposte di tolleranza religiosa dai tradizionalisti come il senatore Simmaco († 402) vennero respinte, e il monoteismo cristiano divenne l'unica religione ufficiale. Gli eretici e i non cristiani erano oggetto di esclusione dalla vita pubblica o di persecuzione. Tuttavia molte credenze pre-cristiane e pratiche sopravvissero nelle feste cristiane e nelle tradizioni locali. Inoltre le gerarchie religiose cristiane rispecchiavano in parte a quelle delle antiche religioni.

## Filosofia

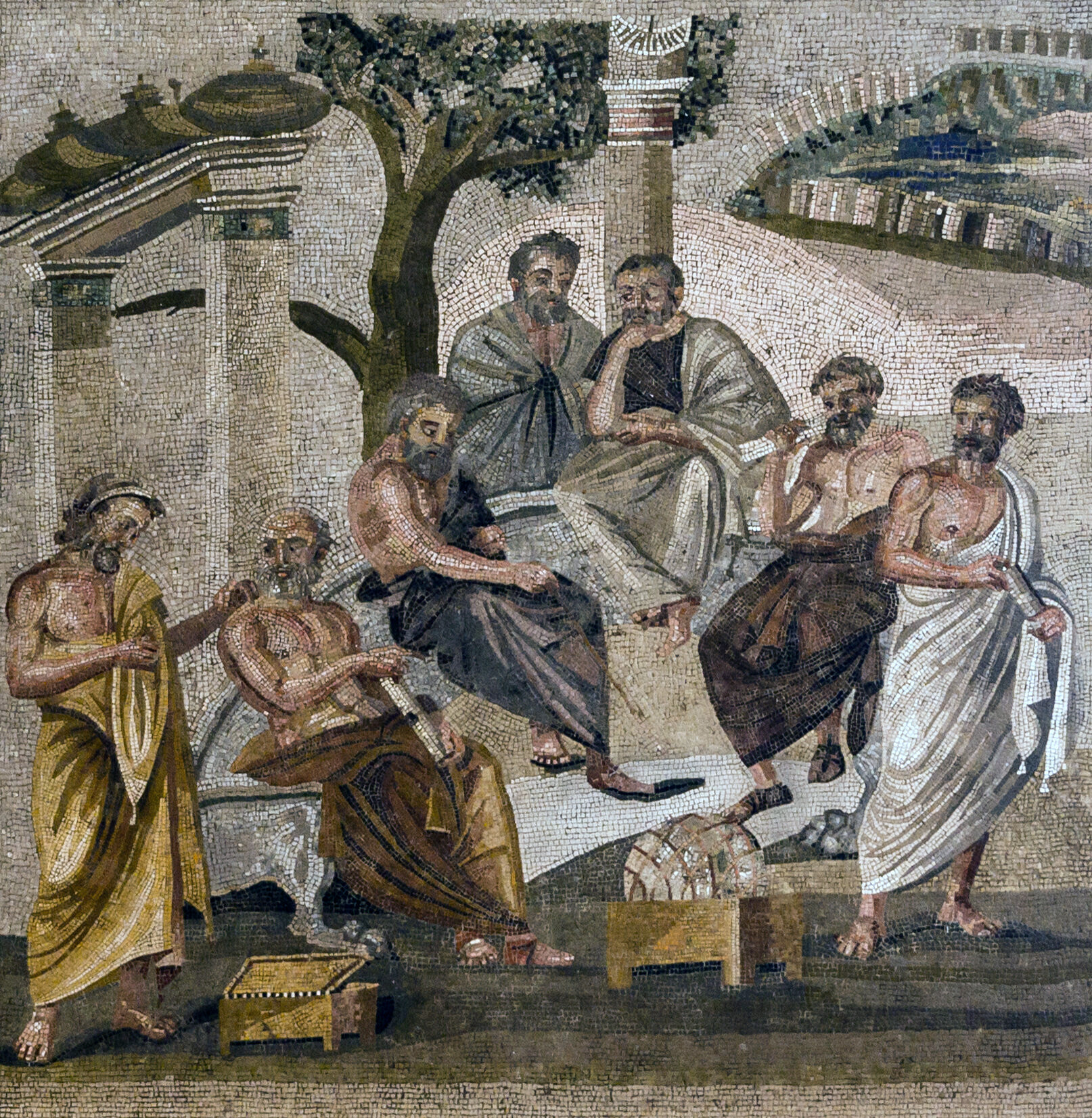
Mosaico da Pompei raffigurante l'Accademia di Platone

Due grandi scuole filosofiche di pensiero derivanti dalla religione e dalla filosofia greca, che aveva acquisito prestigio a Roma nel I e II secolo d.C., erano il cinismo, seguito dall'epicureismo, e lo stoicismo. Il cinismo insegnava che la società era corrotta e la gente aveva bisogno di rompere con essa e le sue trappole. L'epicureismo perseguiva la rinuncia a tutti i beni terreni e la lontananza dalla società. A causa delle loro opinioni negative sulla società e il loro stile di vita, per cui molti di loro indossavano mantelli sporchi, portavano bastoni, portamonete, e dormivano all'aperto, erano gli obiettivi dell'aristocrazia romana e dell'imperatore. Molti furono perseguitati dal governo romano per essere "sovversivi".
Lo stoicismo invece, fondendosi con le tradizionali virtù politiche del mos maiorum, fu adottato da varie personalità tra cui Cicerone in maniera eclettica, quindi da Seneca, Catone, Epitteto, l'imperatore Marco Aurelio.